# Ermita de San Miguel (Vergara)
La ermita de San Miguel de Aritzeta es un inmueble del barrio de Aritzeta, dentro del municipio español de Vergara, en la provincia de Guipúzcoa.

## Descripción

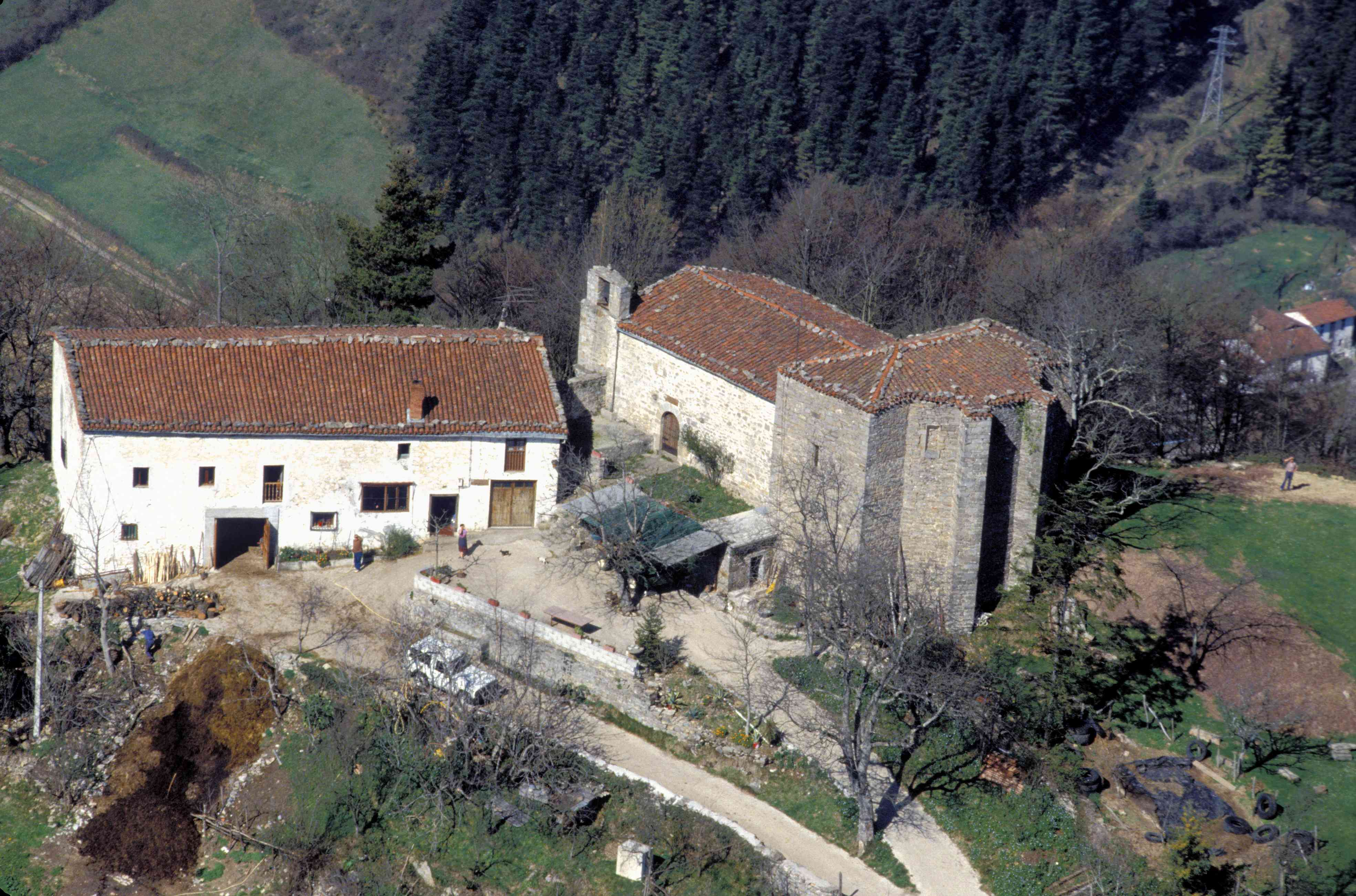
Fotografía aérea de la ermita

Existen evidencias documentales que denotan la notable antigüedad de la ermita a pesar de las modificaciones que ha sufrido su fábrica a lo largo de la historia.
En la actualidad este edificio tiene unas dimensiones de 22 metros de largo por 9 metros de ancho, posee planta de cruz latina con una sola nave con dos tramos, ábside ochavado y crucero. Las bóvedas son de crucería con combados y terceletes, descansando en arcos de medio punto que apoyan en ménsulas. Un tramo, sin embargo, carece de bóveda y se cubre a doble vertiente. Una hilera de mensulones a los pies de la iglesia quizás sirvieran de apeos al coro, hoy inexistente. 
En el exterior destaca una espadaña aparejada en sillarejo. Los materiales de construcción son la mampostería, vista en el exterior y revocada en el interior. La cubierta al exterior es a dos aguas.